# 24-Stunden-Rennen von Le Mans 2018

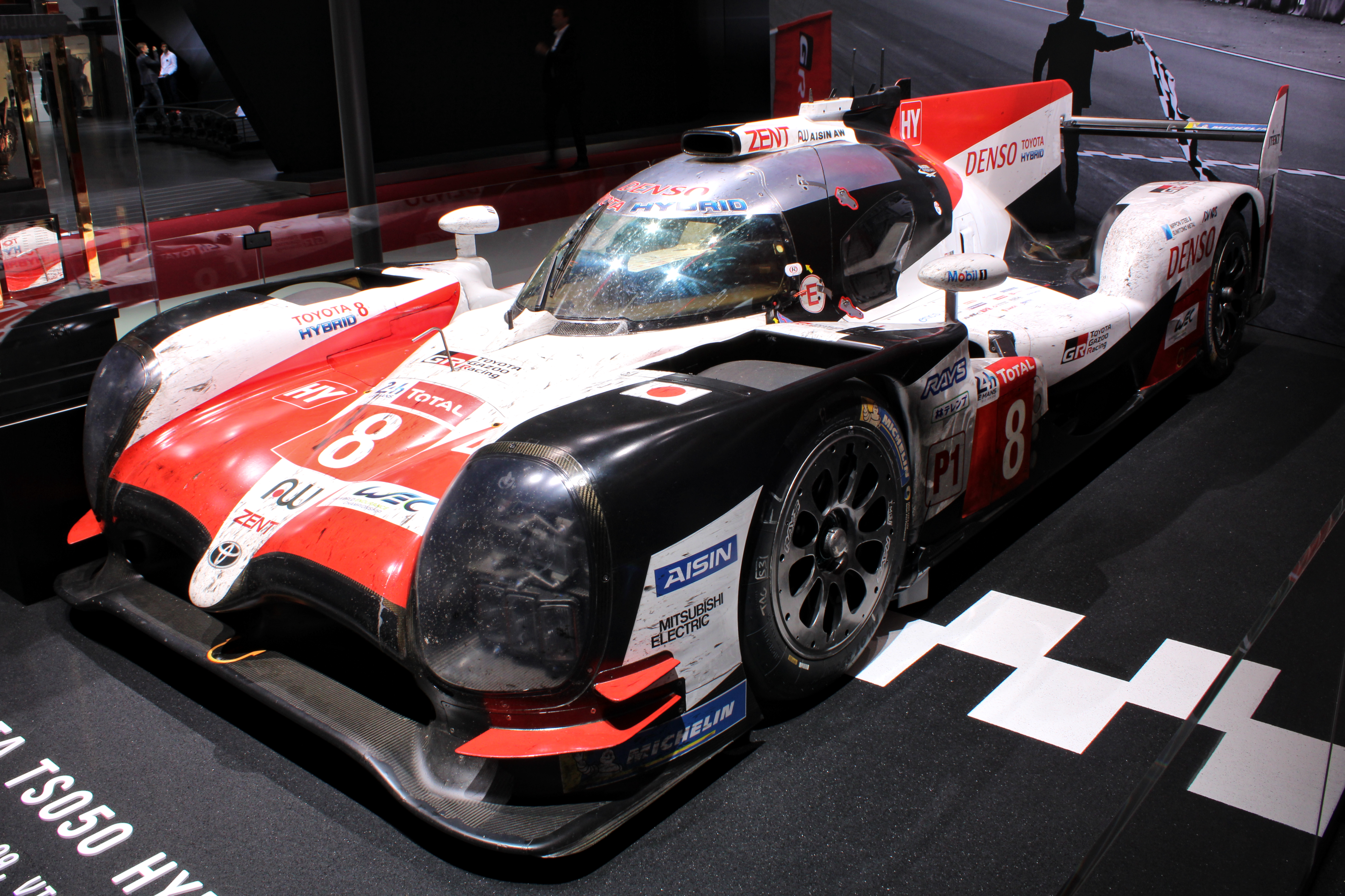
Der TS050 Hybrid mit der Startnummer 8; Siegerwagen von Sébastien Buemi, Kazuki Nakajima und Fernando Alonso

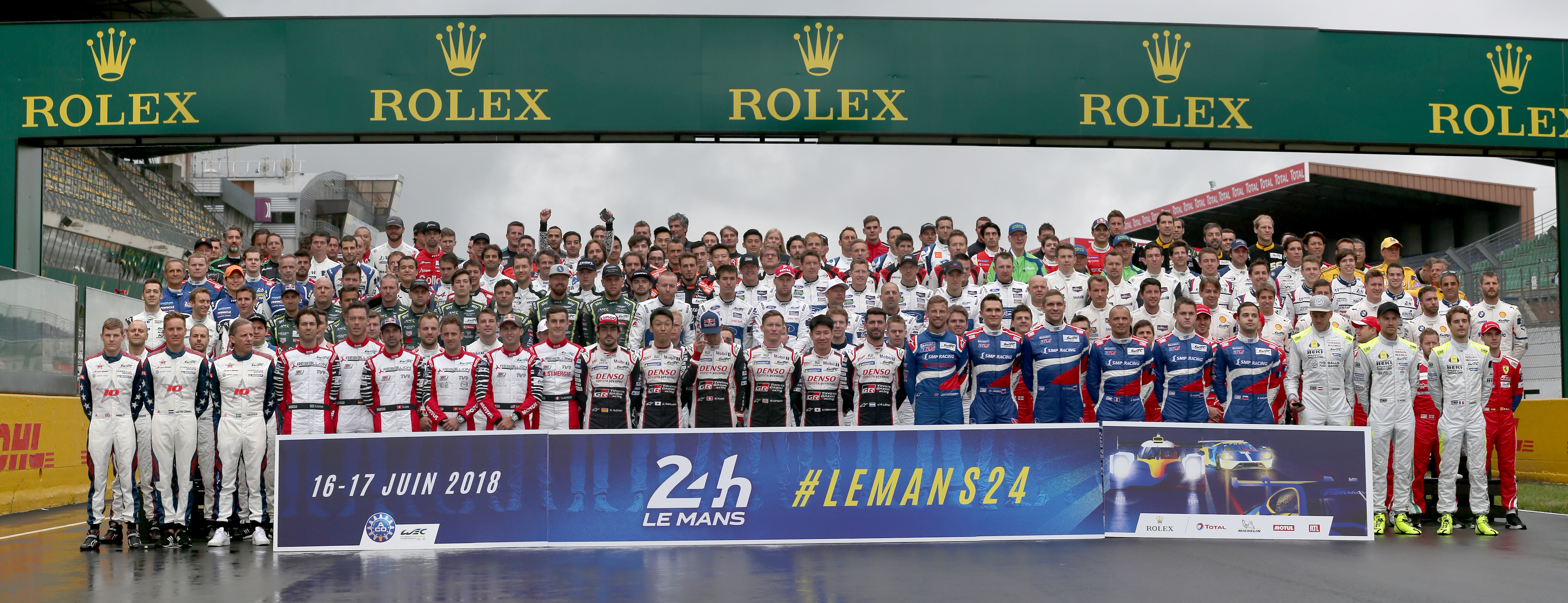
Die Fahrer

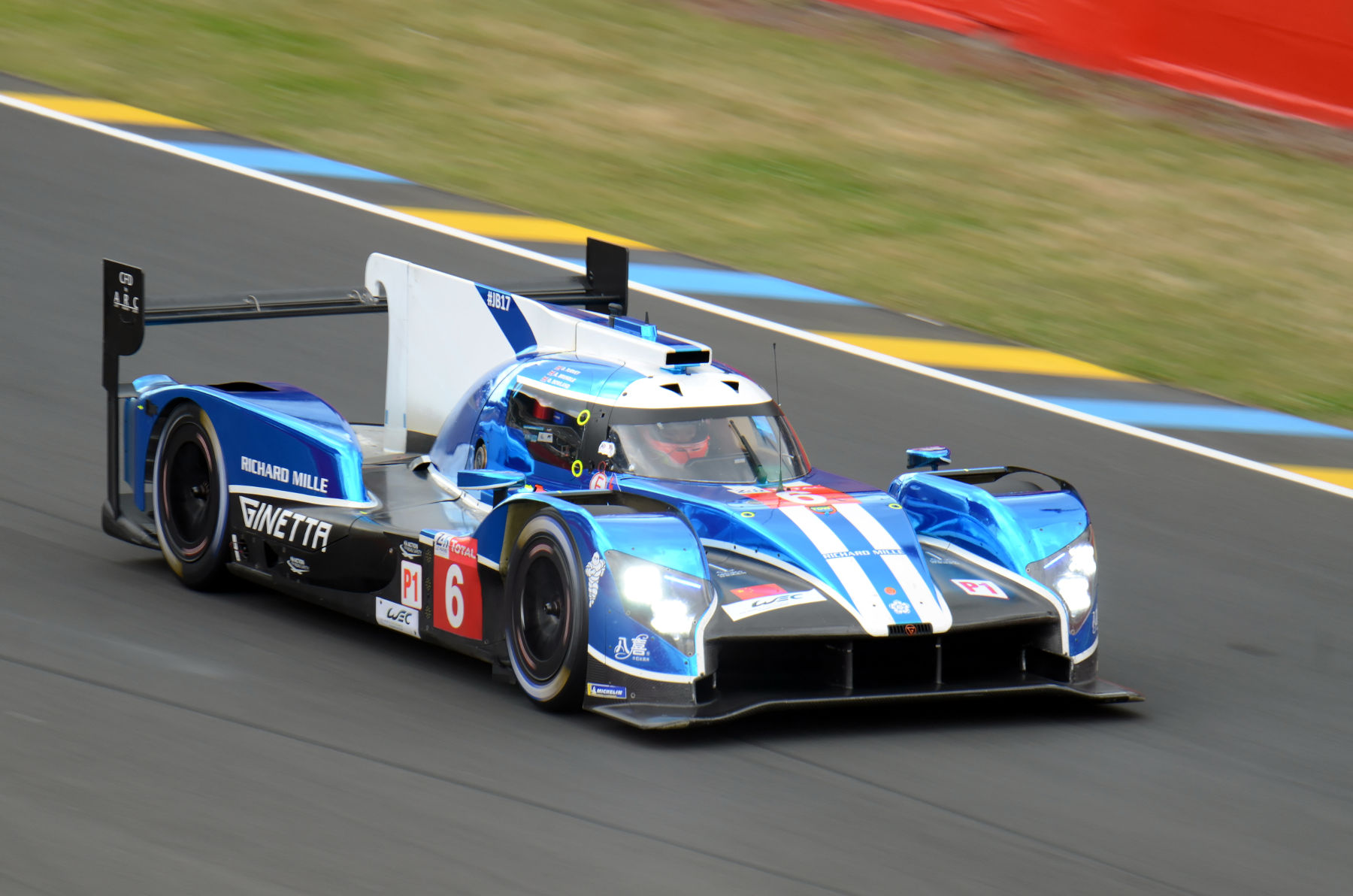
Der früh ausgefallene Ginetta G60-LT-P1 von Oliver Rowland, Alex Brundle und Oliver Turvey

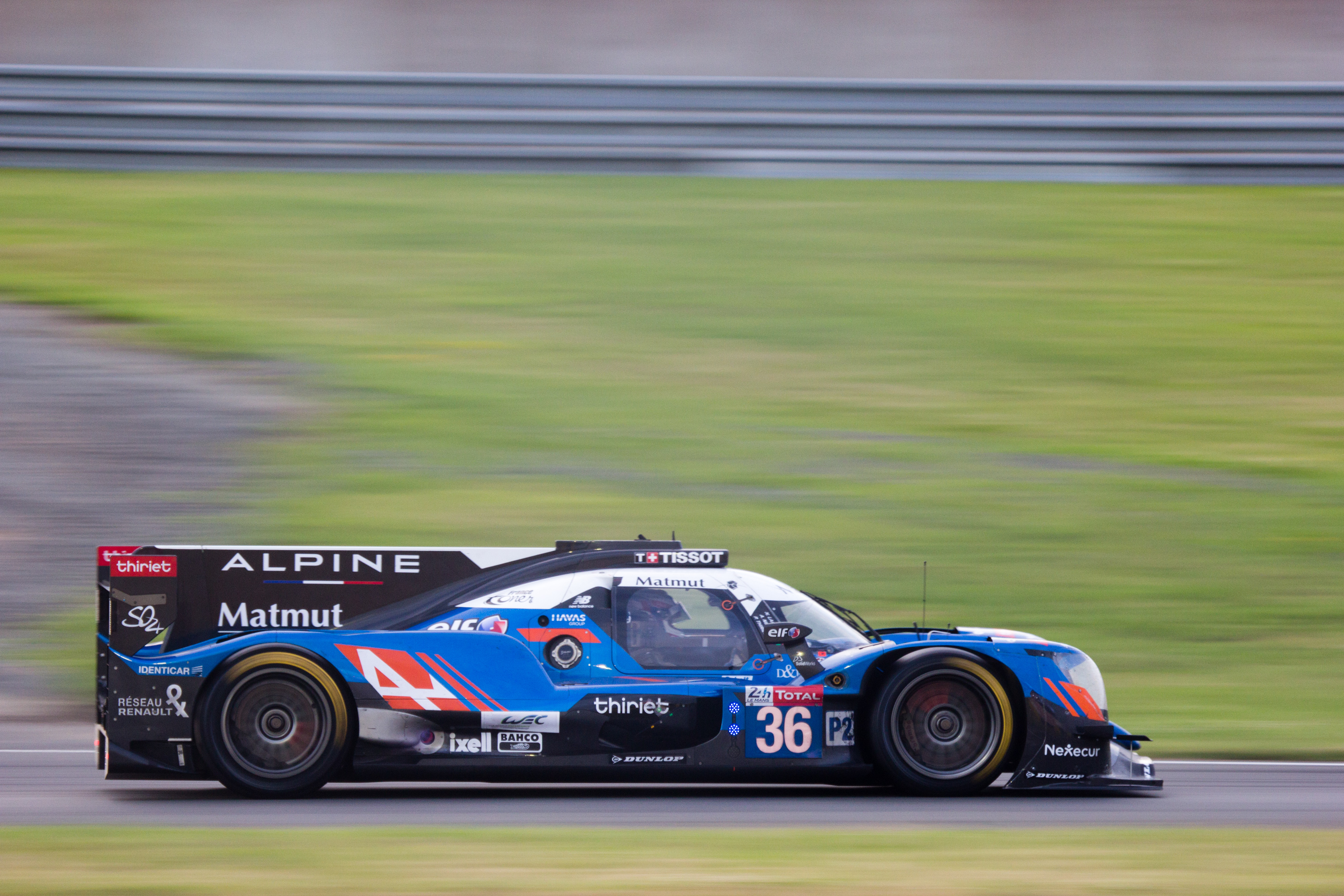
LMP2-Sieger Alpine A470}

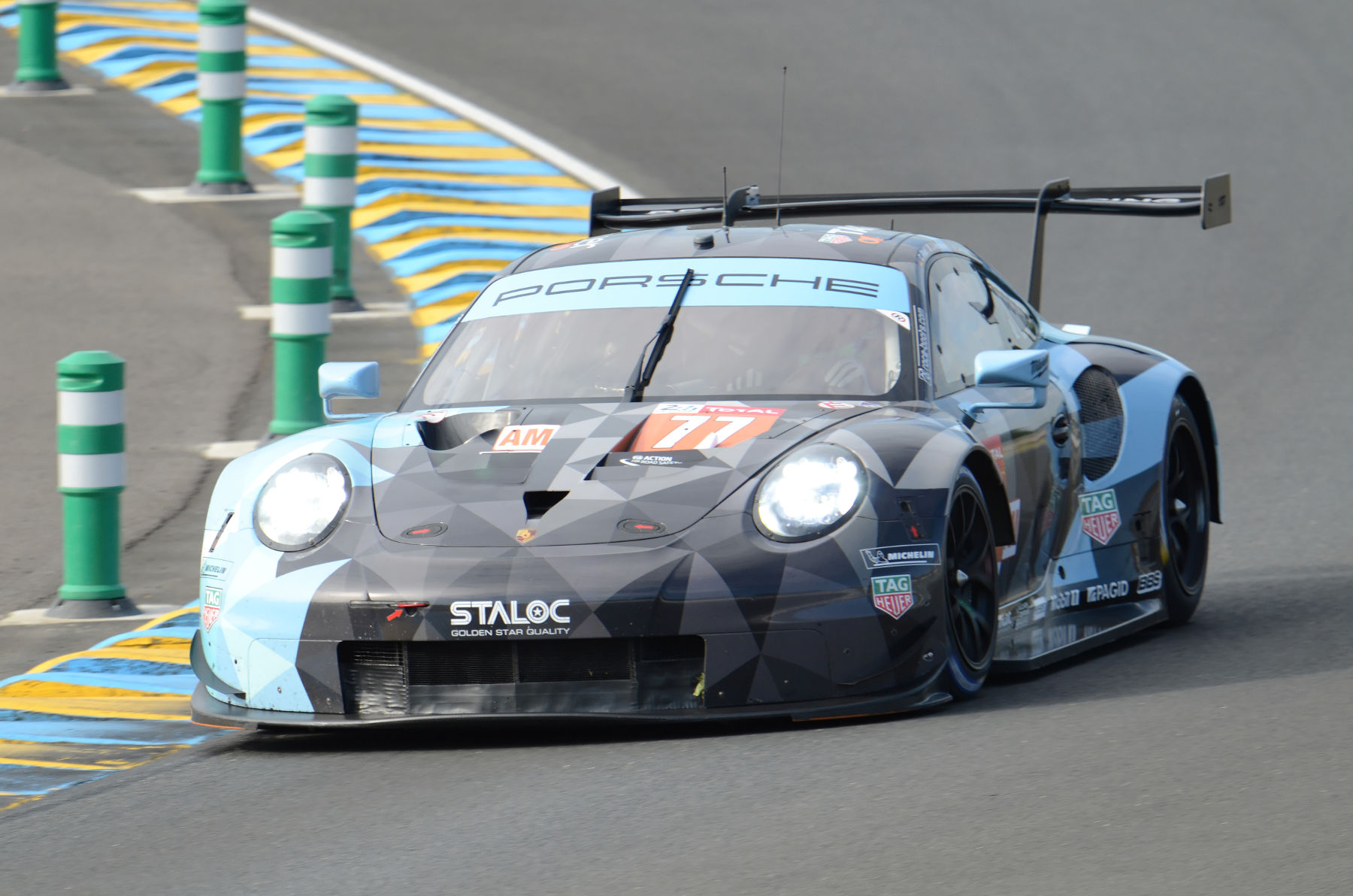
Dempsey-Proton-Porsche 911 RSR; Siegerwagen der LMGT-Am-Klasse

Das 86. 24-Stunden-Rennen von Le Mans, der 86e Grand Prix d’Endurance les 24 Heures du Mans, auch 24 Heures du Mans, fand am 16. und 17. Juni 2018 auf dem Circuit des 24 Heures statt.

## Vor dem Rennen

### LMP1-Klasse
Nach dem Rückzug von Porsche mit den LMP1-Hybrid-Werkswagen aus der FIA-Langstrecken-Weltmeisterschaft mit dem Ablauf der Saison 2017 war es zunächst unklar, ob 2018 überhaupt LMP1-Hybrid-Wagen in Le Mans starten würden. Im Dezember 2017 gaben die Verantwortlichen von Toyota Motorsport bekannt, auch 2018 mit dem TS050 Hybrid antreten zu wollen. Die Fahrerteams für die beiden Wagen wurden am 30. Januar 2018 bekanntgegeben. Unter anderem bestritt der zweifache Formel-1-Weltmeister Fernando Alonso neben Le Mans die gesamte Weltmeisterschaftssaison für Toyota. Alonso ist seit mehr als zwei Jahrzehnten der erste Formel-1-Pilot, der neben seinem Engagement in der höchsten internationalen Monoposto-Rennformel eine komplette Saison in einer anderen Rennserie fährt. Er steuert neben Sébastien Buemi und Kazuki Nakajima den Wagen mit der Nummer 8. Anthony Davidson verlor sein bisheriges Stammcockpit in diesem Wagen und wurde Ersatz- und Entwicklungsfahrer. Den Wagen mit der Nummer 7 fahren Mike Conway, Kamui Kobayashi und José María López.
Die Anzahl der LMP1-Fahrzeuge, die neben den beiden Toyotas antreten sollten, blieb eine Zeit lang unklar. Zwei Wochen vor dem Rennen waren zwölf LMP1-Wagen gemeldet. Rebellion Racing kehrte mit dem R13 in die höchste Prototypenklasse zurück. Änderungen zum Vorjahr gab es beim Fahrerkader, da André Lotterer und Neel Jani verpflichtet wurden. Beim Team von Colin Kolles wurde der ENSO CLM P1/01 grundlegend überarbeitet und beim Saisoneröffnungsrennen, dem 6-Stunden-Rennen von Spa-Francorchamps, von Oliver Webb, Dominik Kraihamer und Tom Dillmann an die vierte Stelle der Gesamtwertung gefahren. Das Trio war bei Kolles auch für das Rennen in Le Mans gemeldet.
SMP Racing, das Team des russischen Oligarchen Boris Rotenberg, meldete ebenfalls zwei LMP1-Wagen mit vier russischen Fahrern. Den Wagen mit der Nummer 11 fuhren Michail Aljoschin und der ehemalige Formel-1- und DTM-Pilot Witali Petrow. Dritter Pilot war Jenson Button, der Formel-1-Weltmeister von 2009, der sein Le-Mans-Debüt gab. Den zweiten BR Engineering BR1 pilotierten die beiden Nachwuchsfahrer Matewos Issaakjan (* 1998) und Jegor Orudschew (* 1995) im Team mit Stéphane Sarrazin. Sarrazin, der das 24-Stunden bisher viermal an der zweiten Stelle der Gesamtwertung beendet hatte, verfügte über einen Toyota-Vertrag. Da er dort keine Möglichkeit hatte, am Rennen teilzunehmen, wurde der Vertrag im beiderseitigen Einvernehmen aufgelöst.
Probleme im Vorfeld gab es für die drei restlichen LMP1-Wagen. Ersatzmann Pietro Fittipaldi hatte im Dallara BR1 von DragonSpeed einen schweren Unfall beim 6-Stunden-Rennen von Spa-Francorchamps 2018. Er brach sich dabei beide Beine, und das Fahrzeug wurde so schwer beschädigt, dass für Le Mans ein neues Chassis aufgebaut werden musste. Nach Problemen mit dem chinesischen Sponsor verzichtete CEFC Manor TRSM Racing auf den Einsatz der beiden Ginetta G60-LT-P1 in Spa. Die Meldungen für Le Mans blieben aber aufrecht.

### LMP2-Klasse
Wie in den Jahren davor waren in der LMP2-Klasse mit die meisten Fahrzeuge gemeldet. 20 Wagen mit bekannten Fahrern gingen ins Rennen. Loïc Duval, der Gesamtsieger von 2013 (mit Tom Kristensen und Allan McNish im Audi R18 E-Tron Quattro RP3) fuhr einen Oreca 07 für TDS Racing. Die ehemaligen Formel-1-Piloten Paul di Resta, Pastor Maldonado und Juan Pablo Montoya gaben ihr Le-Mans-Debüt.

### LMGT-Pro
In der LMGT-Pro-Klasse traten sechs Hersteller über diverse Rennteams gegeneinander an. Das Porsche-Werksteam setzte vier neue Porsche 991 RSR GTE ein, in denen mit Nick Tandy (2015), Earl Bamber (2015 und 2017), Timo Bernhard (2010 und 2017) und Romain Dumas (2010 und 2016) vier ehemalige Gesamtsieger am Start waren. Zwei Wagen gingen im Retro-Design ins Rennen. Die Startnummer 91 war im Rothmans-Look der 1980er-Jahre lackiert. Die Startnummer 92 bekam – angelehnt an den Porsche 917/20 „Sau“ von 1971 – ebenfalls ein „Sau“-Design.
In einem der drei Ferrari 488 GTE von AF Corse gab Antonio Giovinazzi sein Debüt. Wie in den Jahren davor kam Chip Ganassi Racing mit vier Ford GT nach Le Mans. Neben den beiden Corvette C7.R kamen Aston Martin Racing und BMW mit neuen GT-Wagen an die Strecke. Im BMW M8 GTE ging unter anderen der ehemalige DTM-Meister Martin Tomczyk an den Start.

## Der Rennverlauf
Das Rennen endete mit dem ersten Gesamtsieg des japanischen Fahrzeugherstellers Toyota. Sébastien Buemi, Kazuki Nakajima und Fernando Alonso siegten im Toyota TS050 Hybrid mit der Startnummer 8.

## Einladungen
Früher als in den vergangenen Jahren veröffentlichte der Automobile Club de l’Ouest die Einladungen für das Rennen 2018 bereits am 22. November 2017. Eingeladen wurden neben den Gesamt- und den Klassensiegern des Vorjahres die jeweiligen Sieger der European und der Asian Le Mans Series. Dazu kamen zwei Rennteams, die von der International Motor Sports Association nominiert wurden. Außerdem erhielten alle für die FIA-Langstrecken-Weltmeisterschaft 2017 eingeschriebenen Teams der vier Rennklassen ein automatisches Startrecht. Dass Porsche, das Gesamtsiegerteam 2017, die Einladung nicht annehmen würde, war bereits seit Ende Juli 2017 bekannt, als der Firmenvorstand den Rückzug vom LMP1-Projekt bekanntgab.

### Startliste
| LMP1     |                           |                          |   |                      |                        |                          |
| 1        | Rebellion Racing          | Rebellion R13            | M | Neel Jani            | André Lotterer         | Bruno Senna              |
| 3        | Rebellion Racing          | Rebellion R13            | M | Gustavo Menezes      | Mathias Beche          | Thomas Laurent           |
| 4        | ByKolles Racing Team      | ENSO CLM P1/01           | M | Oliver Webb          | Dominik Kraihamer      | Tom Dillmann             |
| 5        | CEFC Manor TRSM Racing    | Ginetta G60-LT-P1        | M | Charlie Robertson    | Mike Simpson           | Léo Roussel              |
| 6        | CEFC Manor TRSM Racing    | Ginetta G60-LT-P1        | M | Oliver Rowland       | Alex Brundle           | Oliver Turvey            |
| 7        | Toyota Gazoo Racing       | Toyota TS050 Hybrid      | M | Mike Conway          | Kamui Kobayashi        | José María López         |
| 8        | Toyota Gazoo Racing       | Toyota TS050 Hybrid      | M | Sébastien Buemi      | Kazuki Nakajima        | Fernando Alonso          |
| 10       | DragonSpeed               | Dallara BR1              | M | Ben Hanley           | Henrik Hedman          | Renger van der Zande     |
| 11       | SMP Racing                | BR Engineering BR1       | M | Michail Aljoschin    | Witali Petrow          | Jenson Button            |
| 17       | SMP Racing                | BR Engineering BR1       | M | Matewos Issaakjan    | Jegor Orudschew        | Stéphane Sarrazin        |
| LMP2     |                           |                          |   |                      |                        |                          |
| 22       | United Autosports         | Ligier JS P217           | D | Philip Hanson        | Filipe Albuquerque     | Paul di Resta            |
| 23       | Panis Barthez Competition | Ligier JS P217           | M | Timothé Buret        | Julien Canal           | Will Stevens             |
| 25       | Algarve Pro Racing        | Ligier JS P217           | D | Mark Patterson       | Ate de Jong            | Tacksung Kim             |
| 26       | G-Drive Racing            | Oreca 07                 | D | Roman Russinow       | Jean-Éric Vergne       | Andrea Pizzitola         |
| 28       | TDS Racing                | Oreca 07                 | D | François Perrodo     | Matthieu Vaxivière     | Loïc Duval               |
| 29       | Racing Team Nederland     | Dallara P217             | M | Frits van Eerd       | Giedo van der Garde    | Jan Lammers              |
| 31       | DragonSpeed               | Oreca 07                 | M | Roberto González     | Pastor Maldonado       | Nathanaël Berthon        |
| 32       | United Autosports         | Ligier JS P217           | D | Hugo de Sadeleer     | Will Owen              | Juan Pablo Montoya       |
| 33       | Jackie Chan DC Racing     | Ligier JS P217           | D | David Cheng          | Nicholas Boulle        | Pierre Nicolet           |
| 34       | Jackie Chan DC Racing     | Ligier JS P217           | D | Ricky Taylor         | Côme Ledogar           | David Heinemeier Hansson |
| 35       | SMP Racing                | Dallara P217             | D | Wiktor Schaitar      | Harrison Newey         | Norman Nato              |
| 36       | Signatech Alpine Matmut   | Alpine A470              | D | Nicolas Lapierre     | André Negrão           | Pierre Thiriet           |
| 37       | Jackie Chan DC Racing     | Oreca 07                 | D | Jazeman Jaafar       | Weiron Tan             | Nabil Jeffri             |
| 38       | Jackie Chan DC Racing     | Oreca 07                 | D | Ho-Pin Tung          | Stéphane Richelmi      | Gabriel Aubry            |
| 39       | Graff SO24                | Oreca 07                 | D | Vincent Capillaire   | Jonathan Hirschi       | Tristan Gommendy         |
| 40       | G-Drive Racing            | Oreca 07                 | D | James Allen          | Enzo Guibbert          | José Gutiérrez           |
| 44       | Eurasia Motorsport        | Ligier JS P217           | D | Andrea Bertolini     | Niclas Jönsson         | Tracy Krohn              |
| 47       | Cetilar Villorba Corse    | Dallara P217             | D | Roberto Lacorte      | Felipe Nasr            | Giorgio Sernagiotto      |
| 48       | IDEC Sport                | Ligier JS P217           | M | Paul Lafargue        | Paul-Loup Chatin       | Memo Rojas               |
| 50       | Larbre Compétition        | Ligier JS P217           | M | Thomas Dagoneau      | Erwin Creed            | Romano Ricci             |
| LMGT-Pro |                           |                          |   |                      |                        |                          |
| 51       | AF Corse                  | Ferrari 488 GTE          | M | James Calado         | Alessandro Pier Guidi  | Daniel Serra             |
| 52       | AF Corse                  | Ferrari 488 GTE          | M | Toni Vilander        | Luís Felipe Derani     | Antonio Giovinazzi       |
| 63       | Corvette Racing           | Corvette C7.R            | M | Jan Magnussen        | Antonio García         | Mike Rockenfeller        |
| 64       | Corvette Racing           | Corvette C7.R            | M | Oliver Gavin         | Tommy Milner           | Marcel Fässler           |
| 66       | Ford Chip Ganassi Racing  | Ford GT                  | M | Stefan Mücke         | Olivier Pla            | Billy Johnson            |
| 67       | Ford Chip Ganassi Racing  | Ford GT                  | M | Andy Priaulx         | Harry Tincknell        | Tony Kanaan              |
| 68       | Ford Chip Ganassi Racing  | Ford GT                  | M | Dirk Müller          | Joey Hand              | Sébastien Bourdais       |
| 69       | Ford Chip Ganassi Racing  | Ford GT                  | M | Ryan Briscoe         | Scott Dixon            | Richard Westbrook        |
| 71       | AF Corse                  | Ferrari 488 GTE          | M | Davide Rigon         | Sam Bird               | Miguel Molina            |
| 81       | BMW Team MTEK             | BMW M8 GTE               | M | Martin Tomczyk       | Nicky Catsburg         | Philipp Eng              |
| 82       | BMW Team MTEK             | BMW M8 GTE               | M | Augusto Farfus       | António Félix da Costa | Alexander Sims           |
| 91       | Porsche GT Team           | Porsche 991 RSR GTE      | M | Richard Lietz        | Gianmaria Bruni        | Frédéric Makowiecki      |
| 92       | Porsche GT Team           | Porsche 991 RSR GTE      | M | Michael Christensen  | Kévin Estre            | Laurens Vanthoor         |
| 93       | Porsche GT Team           | Porsche 991 RSR GTE      | M | Patrick Pilet        | Nick Tandy             | Earl Bamber              |
| 94       | Porsche GT Team           | Porsche 991 RSR GTE      | M | Timo Bernhard        | Romain Dumas           | Sven Müller              |
| 95       | Aston Martin Racing       | Aston Martin Vantage AMR | M | Nicki Thiim          | Marco Sørensen         | Darren Turner            |
| 97       | Aston Martin Racing       | Aston Martin Vantage AMR | M | Alex Lynn            | Maxime Martin          | Jonny Adam               |
| LMGT-Am  |                           |                          |   |                      |                        |                          |
| 54       | Spirit of Race            | Ferrari 488 GTE          | M | Giancarlo Fisichella | Thomas Flohr           | Francesco Castellacci    |
| 56       | Project 1                 | Porsche 911 RSR          | M | Jörg Bergmeister     | Patrick Lindsey        | Egidio Perfetti          |
| 61       | Clearwater Racing         | Ferrari 488 GTE          | M | Weng Sun Mok         | Keita Sawa             | Matt Griffin             |
| 70       | MR Racing                 | Ferrari 488 GTE          | M | Motoaki Ishikawa     | Olivier Beretta        | Eddie Cheever III        |
| 77       | Dempsey Proton Racing     | Porsche 911 RSR          | M | Matt Campbell        | Julien Andlauer        | Christian Ried           |
| 80       | Ebimotors                 | Porsche 911 RSR          | M | Fabio Babini         | Christina Nielsen      | Érik Maris               |
| 84       | JMW Motorsport            | Ferrari 488 GTE          | M | Liam Griffin         | Cooper MacNeil         | Jeff Segal               |
| 85       | Keating Motorsports       | Ferrari 488 GTE          | M | Ben Keating          | Jeroen Bleekemolen     | Luca Stolz               |
| 86       | Gulf Racing               | Porsche 911 RSR          | M | Mike Wainwright      | Ben Barker             | Alex Davison             |
| 88       | Dempsey Proton Racing     | Porsche 911 RSR          | M | Matteo Cairoli       | Khaled Al Qubaisi      | Giorgio Roda             |
| 90       | TF Sport                  | Aston Martin Vantage V8  | M | Salih Yoluç          | Euan Hankey            | Charlie Eastwood         |
| 98       | Aston Martin Racing       | Aston Martin Vantage V8  | M | Paul Dalla Lana      | Pedro Lamy             | Mathias Lauda            |
| 99       | Proton Competition        | Porsche 911 RSR          | M | Patrick Long         | Tim Pappas             | Spencer Pumpelly         |

### Reservefahrzeuge
Wie in den Jahren davor veröffentlichte der ACO zeitgleich mit der ersten vorläufigen Startliste auch eine Liste der Reservefahrzeuge. In der Liste von eins bis neun nominiert, rücken die Fahrzeuge in dieser Reihenfolge für Ausfälle in der ursprünglichen Startliste nach.
| Klasse  | Nr. | Team                      | Fahrzeug        | Nominierter Fahrer | Nominierter Fahrer | Nominierter Fahrer |
| ------- | --- | ------------------------- | --------------- | ------------------ | ------------------ | ------------------ |
| LMP2    | 41  | APM Monaco Team KCMG      | Dallara P217    | Louis Prette       |                    |                    |
| LMGT-Am | 55  | Spirit of Race            | Ferrari 488 GTE | Duncan Cameron     | Aaron Scott        |                    |
| LMP2    | 49  | High Class Racing         | Dallara P217    | Anders Fjordbach   | Dennis Andersen    |                    |
| LMP2    | 24  | Repsol Racing Engineering | Oreca 07        | Norman Nato        |                    |                    |
| LMGT-Am | 62  | Scuderia Corsa            | Ferrari 488 GTE | Cooper MacNeil     |                    |                    |
| LMGT-Am | 83  | Krohn Racing              | Ferrari 488 GTE | Tracy Krohn        | Niclas Jönsson     | Andrea Bertolini   |
| LMP2    | 27  | IDEC Sport                | Ligier JS P217  | Patrice Lafargue   |                    |                    |
| LMP2    | 43  | ARC Bratislava            | Ligier JS P217  | Miroslav Konôpka   | Konstantīns Calko  |                    |
| LMP2    | 42  | Brian Alder               | Riley MK.30     | Mark Kvamme        |                    |                    |

## Trainingszeiten

### Qualifikation
| Pos. | Klasse    | Nr. | Team                      | Qualifikation 1 (min) | Qualifikation 2 (min) | Qualifikation 3 (min) | Rückstand (s) | Startplatz |
| ---- | --------- | --- | ------------------------- | --------------------- | --------------------- | --------------------- | ------------- | ---------- |
| 1    | LMP1      | 8   | Toyota Gazoo Racing       | 3:17,270              | 3:18,021              | 3:15,377              |               | 1          |
| 2    | LMP1      | 7   | Toyota Gazoo Racing       | 3:17,377              | 3:19,860              | 3:17,523              | +2,000        | 2          |
| 3    | LMP1      | 1   | Rebellion Racing          | 3:19,662              | 3:23,261              | 3:19,449              | +4,072        | 3          |
| 4    | LMP1      | 17  | SMP Racing                | 3:19,483              | 3:27,288              | 3:22,121              | +4,106        | 4          |
| 5    | LMP1      | 3   | Rebellion Racing          | 3:19,945              | 3:22,000              | 3:24,156              | +4,568        | 5          |
| 6    | LMP1      | 10  | DragonSpeed               | 3:21,110              | 4:05,947              | 3:23,413              | +5,733        | 6          |
| 7    | LMP1      | 11  | SMP Racing                | 3:21,408              | 3:22,548              |                       | +6,031        | 7          |
| 8    | LMP1      | 4   | ByKolles Racing Team      | 3:22,505              | 3:25,330              | 3:42,221              | +7,128        | 8          |
| 9    | LMP1      | 6   | Manor CEFC TRSM Racing    | 3:30,339              | 3:24,343              | 3:23,757              | +8,380        | 9          |
| 10   | LMP2      | 48  | IDEC Sport                | 3:24,956              | 3:29,270              | 3:24,842              | +9,465        | 10         |
| 11   | LMP2      | 31  | DragonSpeed               | 3:26,508              | 3:30,168              | 3:24,883              | +9,506        | 11         |
| 12   | LMP2      | 26  | G-Drive Racing            | 3:26,447              | 3:27,975              | 3:25,160              | +9,780        | 12         |
| 13   | LMP2      | 28  | TDS Racing                | 3:25,240              | 3:25,291              | 3:38,752              | +9,863        | 13         |
| 14   | LMP1      | 5   | Manor CEFC TRSM Racing    | 3:30,481              | 3:25,268              | 3:32,100              | +9,891        | 14         |
| 15   | LMP2      | 23  | Panis-Barthez Competition | 3:29,421              | 3:28,008              | 3:25,376              | +9,999        | 15         |
| 16   | LMP2      | 36  | Signatech Alpine Matmut   | 3:26,681              | 3:28,069              | 3:27,297              | +11,304       | 16         |
| 17   | LMP2      | 39  | Graff-SO24                | 3:29,860              | 3:26,701              | 3:29,696              | +11,324       | 17         |
| 18   | LMP2      | 22  | United Autosports         | 3:26,772              | 3:32,989              | 3:27,646              | +11,395       | 18         |
| 19   | LMP2      | 38  | Jackie Chan DC Racing     | 3:27,999              | 3:31,581              | 3:27,120              | +11,743       | 19         |
| 20   | LMP2      | 37  | Jackie Chan DC Racing     | 3:27,468              | 3:40,074              | 3:27,226              | +11,849       | 20         |
| 21   | LMP2      | 40  | G-Drive Racing            | 3:31,291              | 3:27,280              | 3:27,503              | +11,903       | 21         |
| 22   | LMP2      | 47  | Cetilar Villorba Corse    | 3:27,993              | 3:28,292              |                       | +12,616       | 22         |
| 23   | LMP2      | 29  | Racing Team Nederland     | 3:28,556              | 3:32,343              | 3:28,111              | +12,734       | 23         |
| 24   | LMP2      | 32  | United Autosports         | 3:30,347              | 3:28,159              | 3:29,299              | +12,782       | 24         |
| 25   | LMP2      | 35  | SMP Racing                | 3:28,629              | 3:32,178              | 3:32,432              | +13,252       | 25         |
| 26   | LMP2      | 34  | Jackie Chan DC Racing     | 3:33,755              | 3:36,004              | 3:29,474              | +14,097       | 26         |
| 27   | LMP2      | 44  | Eurasia Motorsport        | 3:35,385              | 3:39,949              | 3:33,585              | +18,208       | 27         |
| 28   | LMP2      | 33  | Jackie Chan DC Racing     | 3:35,237              | 3:36,604              | 3:36,517              | +19,860       | 28         |
| 29   | LMP2      | 50  | Larbre Compétition        | 3:38,206              | 3:39,569              | 3:39,401              | +22,829       | 29         |
| 30   | LMP2      | 25  | Algarve Pro Racing        | 3:44,177              | 3:46,772              | 3:39,518              | +24,141       | 30         |
| 31   | LMGTE Pro | 91  | Porsche GT Team           | 3:47,504              | 3:51,150              | 3:50,141              | +32,127       | 31         |
| 32   | LMGTE Pro | 92  | Porsche GT Team           | 3:49,097              | 3:51,101              | 3:51,631              | +33,720       | 32         |
| 33   | LMGTE Pro | 66  | Ford Chip Ganassi Racing  | 3:49,181              | 3:52,849              | 3:50,166              | +33,804       | 33         |
| 34   | LMGTE Pro | 51  | AF Corse                  | 3:49,854              | 3:53,032              | 3:49,494              | +34,117       | 34         |
| 35   | LMGTE Pro | 68  | Ford Chip Ganassi Racing  | 3:49,582              | 3:53,352              | 3:50,706              | +34,205       | 35         |
| 36   | LMGTE Pro | 93  | Porsche GT Team           | 3:50,261              | 3:49,621              | 3:49,589              | +34,212       | 36         |
| 37   | LMGTE Pro | 69  | Ford Chip Ganassi Racing  | 3:50,593              | 3:52,298              | 3:49,761              | +34,384       | 37         |
| 38   | LMGTE Pro | 94  | Porsche GT Team           | 3:50,089              |                       |                       | +34,712       | 38         |
| 39   | LMGTE Pro | 63  | Corvette Racing - GM      | 3:50,789              | 3:52,994              | 3:50,242              | +34,865       | 39         |
| 40   | LMGTE Pro | 71  | AF Corse                  | 3:50,669              | 3:53,998              | 3:50,246              | +34,869       | 40         |
| 41   | LMGTE Pro | 67  | Ford Chip Ganassi Racing  | 3:50,429              | 3:53,883              | 3:52,292              | +35,052       | 41         |
| 42   | LMGTE Pro | 82  | BMW Team MTEK             | 3:50,579              | 3:53,999              | 3:52,123              | +35,202       | 42         |
| 43   | LMGTE Pro | 81  | BMW Team MTEK             | 3:50,596              | 3:55,150              | 3:53,078              | +35,219       | 43         |
| 44   | LMGTE Am  | 88  | Dempsey-Proton Racing     | 3:50,728              | 4:09,946              | 3:56,232              | +35,351       | 44         |
| 45   | LMGTE Pro | 64  | Corvette Racing - GM      | 3:50,952              | 3:52,923              | 3:51,124              | +35,575       | 45         |
| 46   | LMGTE Pro | 52  | AF Corse                  | 3:52,112              | 3:52,572              | 3:50,957              | +35,580       | 46         |
| 47   | LMGTE Am  | 86  | Gulf Racing UK            | 3:52,517              | 4:03,603              | 3:51,391              | +36,014       | 47         |
| 48   | LMGTE Am  | 77  | Dempsey-Proton Racing     | 3:51,930              | 4:09,835              |                       | +36,553       | 48         |
| 49   | LMGTE Am  | 54  | Spirit of Race            | 3:52,756              | 3:51,956              | 3:56,496              | +36,579       | 49         |
| 50   | LMGTE Pro | 97  | Aston Martin Racing       | 3:52,486              | 3:55,424              | 3:53,534              | +37,109       | 50         |
| 51   | LMGTE Am  | 56  | Team Project 1            | 3:52,985              | 3:58,235              | 3:54,406              | +37,608       | 51         |
| 52   | LMGTE Am  | 90  | TF Sport                  | 3:55,661              | 4:01,710              | 3:53,070              | +37,693       | 52         |
| 53   | LMGTE Am  | 80  | Ebimotors                 | 3:55,569              | 3:58,072              | 3:53,402              | +38,025       | 53         |
| 54   | LMGTE Am  | 61  | Clearwater Racing         | 3:55,076              | 3:55,727              | 3:53,409              | +38,032       | 54         |
| 55   | LMGTE Am  | 84  | JMW Motorsport            | 3:54,384              | 3:53,439              | 3:58,615              | +38,062       | 55         |
| 56   | LMGTE Pro | 95  | Aston Martin Racing       | 3:54,780              | 3:56,630              | 3:53,523              | +38,146       | 56         |
| 57   | LMGTE Am  | 98  | Aston Martin Racing       | 3:54,307              | 3:58,707              | 3:53,817              | +38,440       | 57         |
| 58   | LMGTE Am  | 85  | Keating Motorsport        | 3:54,000              | 3:58,661              | 3:54,668              | +38,623       | 58         |
| 59   | LMGTE Am  | 99  | Proton Competition        | 4:03,107              | 3:54,720              | 3:54,953              | +39,343       | 59         |
| 60   | LMGTE Am  | 70  | MR Racing                 | 3:54,951              | 4:02,540              | 3:55,343              | +39,574       | 60         |

## Ergebnisse

### Piloten nach Nationen
| 34 Franzosen  | 28 Briten      | 16 US-Amerikaner | 13 Italiener   | 10 Deutsche   |
| 7 Brasilianer | 7 Niederländer | 7 Schweizer      | 6 Dänen        | 6 Russen      |
| 4 Australier  | 4 Japaner      | 4 Malayen        | 4 Österreicher | 3 Mexikaner   |
| 3 Portugiesen | 3 Spanier      | 2 Belgier        | 2 Chinesen     | 2 Iren        |
| 2 Monegassen  | 2 Neuseeländer | 2 Schweden       | 1 Argentinier  | 1 Finne       |
| 1 Emirati     | 1 Kanadier     | 1 Kolumbianer    | 1 Norweger     | 1 Südkoreaner |
| 1 Türke       | 1 Venezolaner  |                  |                |               |

### Schlussklassement
| Pos.            | Klasse    | Nr. | Team                      | Fahrer                                                  | Chassis                  | Motor                           | Reifen | Runden |
| --------------- | --------- | --- | ------------------------- | ------------------------------------------------------- | ------------------------ | ------------------------------- | ------ | ------ |
| 1               | LMP1      | 8   | Toyota Gazoo Racing       | Sébastien Buemi Kazuki Nakajima Fernando Alonso         | Toyota TS050 Hybrid      | Toyota 2.4L Turbo V6            | M      | 388    |
| 2               | LMP1      | 7   | Toyota Gazoo Racing       | Mike Conway Kamui Kobayashi José María López            | Toyota TS050 Hybrid      | Toyota 2.4L Turbo V6            | M      | 386    |
| 3               | LMP1      | 3   | Rebellion Racing          | Gustavo Menezes Mathias Beche Thomas Laurent            | Rebellion R13            | Gibson GK458 4.5L V8            | M      | 376    |
| 4               | LMP1      | 1   | Rebellion Racing          | Bruno Senna André Lotterer Neel Jani                    | Rebellion R13            | Gibson GL458 4.5L V8            | M      | 375    |
| 5               | LMP2      | 36  | Signatech Alpine Matmut   | Nicolas Lapierre Pierre Thiriet André Negrão            | Alpine A470              | Gibson GK428 4.2L V8            | D      | 367    |
| 6               | LMP2      | 39  | Graff-SO24                | Vincent Capillaire Jonathan Hirschi Tristan Gommendy    | Oreca 07                 | Gibson GK428 4.2L V8            | D      | 366    |
| 7               | LMP2      | 32  | United Autosports         | Hugo de Sadeleer Will Owen Juan Pablo Montoya           | Ligier JS P217           | Gibson GK428 4.2L V8            | D      | 365    |
| 8               | LMP2      | 37  | Jackie Chan DC Racing     | Jazeman Jaafar Nabil Jeffri Weiron Tan                  | Oreca 07                 | Gibson GK428 4.2L V8            | D      | 361    |
| 9               | LMP2      | 31  | DragonSpeed               | Roberto González Pastor Maldonado Nathanaël Berthon     | Oreca 07                 | Gibson GK428 4.2L V8            | M      | 360    |
| 10              | LMP2      | 38  | Jackie Chan DC Racing     | Ho-Pin Tung Gabriel Aubry Stéphane Richelmi             | Oreca 07                 | Gibson GK428 4.2L V8            | D      | 356    |
| 11              | LMP2      | 29  | Racing Team Nederland     | Giedo van der Garde Jan Lammers Frits van Eerd          | Dallara P217             | Gibson GK428 4.2L V8            | M      | 356    |
| 12              | LMP2      | 33  | Jackie Chan DC Racing     | David Cheng Nicholas Boulle Pierre Nicolet              | Ligier JS P217           | Gibson GK428 4.2L V8            | D      | 355    |
| 13              | LMP2      | 23  | Panis Barthez Competition | Julien Canal Timothé Buret Will Stevens                 | Ligier JS P217           | Gibson GK428 4.2L V8            | M      | 352    |
| 14              | LMP2      | 35  | SMP Racing                | Wiktor Schaitar Harrison Newey Norman Nato              | Dallara P217             | Gibson GK428 4.2L V8            | D      | 345    |
| 15              | LMGTE Pro | 92  | Porsche GT Team           | Michael Christensen Kévin Estre Laurens Vanthoor        | Porsche 991 RSR GTE      | Porsche 4.0L Flat-6             | M      | 344    |
| 16              | LMGTE Pro | 91  | Porsche GT Team           | Richard Lietz Gianmaria Bruni Frédéric Makowiecki       | Porsche 991 RSR GTE      | Porsche 4.0L Flat-6             | M      | 343    |
| 17              | LMGTE Pro | 68  | Ford Chip Ganassi Racing  | Joey Hand Dirk Müller Sébastien Bourdais                | Ford GT                  | Ford EcoBoost 3.5L Turbo V6     | M      | 343    |
| 18              | LMGTE Pro | 63  | Corvette Racing - GM      | Jan Magnussen Antonio García Mike Rockenfeller          | Chevrolet Corvette C7.R  | Chevrolet 5.5L V8               | M      | 342    |
| 19              | LMP2      | 47  | Cetilar Villorba Corse    | Roberto Lacorte Giorgio Sernagiotto Felipe Nasr         | Dallara P217             | Gibson GK428 4.2L V8            | D      | 342    |
| 20              | LMGTE Pro | 52  | AF Corse                  | Toni Vilander Luís Felipe Derani Antonio Giovinazzi     | Ferrari 488 GTE          | Ferrari F154CB 3.9L Turbo V8    | M      | 341    |
| 21              | LMGTE Pro | 66  | Ford Chip Ganassi Racing  | Stefan Mücke Olivier Pla Billy Johnson                  | Ford GT                  | Ford EcoBoost 3.5L Turbo V6     | M      | 340    |
| 22              | LMGTE Pro | 51  | AF Corse                  | James Calado Alessandro Pier Guidi Daniel Serra         | Ferrari 488 GTE          | Ferrari F154CB 3.9L Turbo V8    | M      | 339    |
| 23              | LMGTE Pro | 95  | Aston Martin Racing       | Nicki Thiim Marco Sørensen Darren Turner                | Aston Martin Vantage AMR | Aston Martin 4.0;L Turbo V8     | M      | 339    |
| 24              | LMGTE Pro | 71  | AF Corse                  | Davide Rigon Sam Bird Miguel Molina                     | Ferrari 488 GTE          | Ferrari F154CB 3.9L Turbo V8    | M      | 338    |
| 25              | LMGTE Am  | 77  | Dempsey-Proton Racing     | Matt Campbell Christian Ried Julien Andlauer            | Porsche 911 RSR          | Porsche 4.0L Flat-6             | M      | 335    |
| 26              | LMGTE Am  | 54  | Spirit of Race            | Thomas Flohr Francesco Castellacci Giancarlo Fisichella | Ferrari 488 GTE          | Ferrari F154CB 3.9L Turbo V8    | M      | 335    |
| 27              | LMGTE Pro | 93  | Porsche GT Team           | Patrick Pilet Nick Tandy Earl Bamber                    | Porsche 991 RSR GTE      | Porsche 4.0L Flat-6             | M      | 334    |
| 28              | LMGTE Am  | 85  | Keating Motorsports       | Ben Keating Jeroen Bleekemolen Luca Stolz               | Ferrari 488 GTE          | Ferrari F154CB 3.9L Turbo V8    | M      | 334    |
| 29              | LMGTE Am  | 99  | Proton Competition        | Patrick Long Tim Pappas Spencer Pumpelly                | Porsche 911 RSR          | Porsche 4.0L Flat-6             | M      | 334    |
| 30              | LMGTE Pro | 67  | Ford Chip Ganassi Racing  | Harry Tincknell Andy Priaulx Tony Kanaan                | Ford GT                  | Ford EcoBoost 3.5L Turbo V6     | M      | 332    |
| 31              | LMGTE Am  | 84  | JMW Motorsport            | Liam Griffin Cooper MacNeil Jeff Segal                  | Ferrari 488 GTE          | Ferrari F154CB 3.9L Turbo V8    | M      | 332    |
| 32              | LMGTE Am  | 80  | Ebimotors                 | Fabio Babini Christina Nielsen Érik Maris               | Porsche 911 RSR          | Porsche 4.0L Flat-6             | M      | 332    |
| 33              | LMP2      | 50  | Larbre Compétition        | Erwin Creed Romano Ricci Thomas Dagoneau                | Ligier JS P217           | Gibson GK428 4.2L V8            | M      | 332    |
| 34              | LMGTE Pro | 81  | BMW Team MTEK             | Nicky Catsburg Martin Tomczyk Philipp Eng               | BMW M8 GTE               | BMW S63 4.0L Turbo V8           | M      | 332    |
| 35              | LMGTE Am  | 56  | Project 1                 | Jörg Bergmeister Patrick Lindsey Egidio Perfetti        | Porsche 911 RSR          | Porsche 4.0L Flat-6             | M      | 332    |
| 36              | LMGTE Am  | 61  | Clearwater Racing         | Matt Griffin Weng Sun Mok Keita Sawa                    | Ferrari 488 GTE          | Ferrari F154CB 3.9L Turbo V8    | M      | 332    |
| 37              | LMGTE Pro | 97  | Aston Martin Racing       | Alex Lynn Jonny Adam Maxime Martin                      | Aston Martin Vantage AMR | Aston Martin 4.0L Turbo V8      | M      | 327    |
| 38              | LMGTE Am  | 70  | MR Racing                 | Olivier Beretta Eddie Cheever III Motoaki Ishikawa      | Ferrari 488 GTE          | Ferrari F154CB 3.9L Turbo V8    | M      | 324    |
| 39              | LMGTE Pro | 69  | Ford Chip Ganassi Racing  | Ryan Briscoe Richard Westbrook Scott Dixon              | Ford GT                  | Ford EcoBoost 3.5L Turbo V6     | M      | 309    |
| 40              | LMGTE Am  | 86  | Gulf Racing               | Mike Wainwright Ben Barker Alex Davison                 | Porsche 911 RSR          | Porsche 4.0L Flat-6             | M      | 283    |
| 41              | LMP1      | 5   | CEFC Manor TRSM Racing    | Charlie Robertson Mike Simpson Léo Roussel              | Ginetta G60-LT-P1        | Mecachrome V634P1 3.4L Turbo V6 | M      | 283    |
| Disqualifiziert |           |     |                           |                                                         |                          |                                 |        |        |
| 42              | LMP2      | 26  | G-Drive Racing            | Roman Russinow Andrea Pizzitola Jean-Éric Vergne        | Oreca 07                 | Gibson GK428 4.2L V8            | D      | 369    |
| 43              | LMP2      | 28  | TDS Racing                | François Perrodo Loïc Duval Matthieu Vaxivière          | Oreca 07                 | Gibson GK428 4.2L V8            | D      | 366    |
| Nicht klassiert |           |     |                           |                                                         |                          |                                 |        |        |
| 44              | LMP2      | 44  | Eurasia Motorsport        | Andrea Bertolini Niclas Jönsson Tracy Krohn             | Ligier JS P217           | Gibson GK428 4.2L V8            | D      | 334    |
| Ausgefallen     |           |     |                           |                                                         |                          |                                 |        |        |
| 45              | LMP1      | 11  | SMP Racing                | Michail Aljoschin Witali Petrow Jenson Button           | BR Engineering BR1       | AER P60B 2.4L Turbo V6          | M      | 315    |
| 46              | LMP2      | 48  | IDEC Sport                | Paul Lafargue Paul-Loup Chatin Memo Rojas               | Oreca 07                 | Gibson GK428 4.2L V8            | M      | 312    |
| 47              | LMGTE Am  | 90  | TF Sport                  | Euan Hankey Charlie Eastwood Salih Yoluç                | Aston Martin Vantage GTE | Aston Martin 4.5L V8            | M      | 304    |
| 48              | LMP2      | 22  | United Autosports         | Philip Hanson Paul di Resta Filipe Albuquerque          | Ligier JS P217           | Gibson GK428 4.2L V8            | D      | 288    |
| 49              | LMGTE Pro | 64  | Corvette Racing - GM      | Oliver Gavin Tommy Milner Marcel Fässler                | Chevrolet Corvette C7.R  | Chevrolet 5.5L V8               | M      | 259    |
| 50              | LMP1      | 10  | DragonSpeed               | Ben Hanley Henrik Hedman Renger van der Zande           | Dallara BR1              | Gibson GL458 4.5L V8            | M      | 244    |
| 51              | LMP2      | 25  | Algarve Pro Racing        | Mark Patterson Ate de Jong Tacksung Kim                 | Ligier JS P217           | Gibson GK428 4.2L V8            | D      | 237    |
| 52              | LMGTE Am  | 88  | Dempsey-Proton Racing     | Khaled Al Qubaisi Matteo Cairoli Giorgio Roda           | Porsche 911 RSR          | Porsche 4.0L Flat-6             | M      | 225    |
| 53              | LMGTE Pro | 82  | BMW Team MTEK             | António Félix da Costa Alexander Sims Augusto Farfus    | BMW M8 GTE               | BMW S63 4.0L Turbo V8           | M      | 223    |
| 54              | LMP2      | 40  | G-Drive Racing            | James Allen José Gutiérrez Enzo Guibbert                | Oreca 07                 | Gibson GK428 4.2L V8            | D      | 197    |
| 55              | LMP2      | 34  | Jackie Chan DC Racing     | Ricky Taylor Côme Ledogar David Heinemeier Hansson      | Ligier JS P217           | Gibson GK428 4.2L V8            | D      | 195    |
| 56              | LMP1      | 6   | CEFC Manor TRSM Racing    | Oliver Rowland Alex Brundle Oliver Turvey               | Ginetta G60-LT-P1        | Mecachrome V634P1 3.4L Turbo V6 | M      | 137    |
| 57              | LMP1      | 17  | SMP Racing                | Stéphane Sarrazin Matewos Issaakjan Jegor Orudschew     | BR Engineering BR1       | AER P60B 2.4L Turbo V6          | M      | 123    |
| 58              | LMGTE Pro | 94  | Porsche GT Team           | Romain Dumas Timo Bernhard Sven Müller                  | Porsche 991 RSR GTE      | Porsche 4.0L Flat-6             | M      | 92     |
| 59              | LMGTE Am  | 98  | Aston Martin Racing       | Paul Dalla Lana Mathias Lauda Pedro Lamy                | Aston Martin Vantage GTE | Aston Martin 4.5L V8            | M      | 92     |
| 60              | LMP1      | 4   | ByKolles Racing Team      | Oliver Webb Tom Dillmann Dominik Kraihamer              | ENSO CLM P1/01           | Nismo VRX30A 3.0L Turbo V6      | M      | 65     |

### Nur in der Meldeliste
Weitere gemeldete Teams, Fahrzeuge und Fahrer finden sich in der Start- und Reserveliste.

### Klassensieger
| Klasse    | Fahrer              | Fahrer          | Fahrer           | Fahrzeug            | Platzierung im Gesamtklassement |
| --------- | ------------------- | --------------- | ---------------- | ------------------- | ------------------------------- |
| LMP1      | Sébastien Buemi     | Kazuki Nakajima | Fernando Alonso  | Toyota TS050 Hybrid | Gesamtsieg                      |
| LMP2      | Nicolas Lapierre    | Pierre Thiriet  | André Negrão     | Alpine A470         | Rang 5                          |
| LMGTE Pro | Michael Christensen | Kévin Estre     | Laurens Vanthoor | Porsche 991 RSR GTE | Rang 15                         |
| LMGTE Am  | Matt Campbell       | Christian Ried  | Julien Andlauer  | Porsche 911 RSR     | Rang 25                         |

### Renndaten
- Gemeldet: 69
- Gestartet: 60
- Gewertet: 41
- Rennklassen: 4
- Zuschauer: 269.500
- Ehrenstarter des Rennens: Rafael Nadal, spanischer Tennisspieler
- Wetter am Rennwochenende: warm und wolkig
- Streckenlänge: 13,626 km
- Fahrzeit des Siegerteams: 24:00.52,247 Stunden
- Runden des Siegerteams: 388
- Distanz des Siegerteams: 5288,052 km
- Siegerschnitt: 220,200 km/h
- Pole Position: Kazuki Nakajima – Toyota TS050 Hybrid (#8) – 3:15,377 = 251,100 km/h
- Schnellste Rennrunde: Sébastien Buemi – Toyota TS050 Hybrid (#8) – 3:17,658 = 248,200 km/h
- Rennserie: 2. Lauf zur FIA-Langstrecken-Weltmeisterschaft 2018/19